# 아우구스투스 포룸

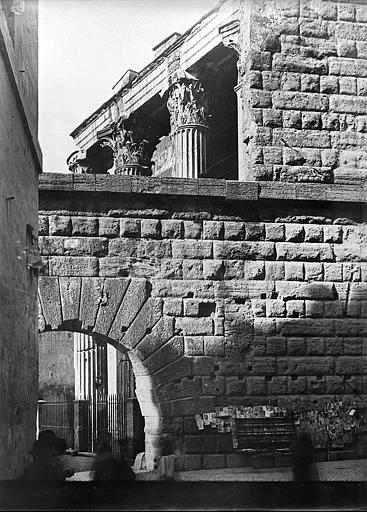
아르코 데이 판타니와 마르스 울토르 신전의 기둥, 방염벽.

아우구스투스 포룸(라틴어: Forum Augustum, 이탈리아어: Foro di Augusto)은 이탈리아 로마에 있는 황제들의 포룸 중 하나로, 아우구스투스가 지었다. 이 포룸에는 마르스 울토르 신전이 자리 잡고 있기도 하다. 미완성 상태인 이 포룸과 신전은 건설 명령이 처음 내려진 지 40년 뒤인 기원전 2년이 되어서야 완성이 이뤄졌다.

## 역사
삼두정치관 옥타비아누스는 기원전 42년 필리피 전투 중에 로마의 전쟁신 마르스에게 헌정된 신전을 짓겠다고 맹세하였다. 전투에서 승리한 뒤, 마르쿠스 안토니우스와 레피두스의 도움으로, 옥타비아누스는 양아버지 율리우스 카이사르의 암살범들에게 복수를 선사하였다. 그는 아우구스투스라는 이름으로 기원전 27년에 로마의 프린켑스가 되었고, 그의 이름을 딴 새로운 포룸에 신전을 짓기로 계획한다. 아우구스투스는 "현존하는 어떤 것보다 거대한" 마르스 울토르를 위한 신전을 지으려는 율리우스 카이사르의 의지를 이어가며 사회적 프로파간다를 사용하면서, 자기 자신을 신격화 된 양부와 연결시키고, 죽은 독재관에 대한 로마인들의 사랑과 강력한 유대를 얻어냈다.
포룸이 지어진 토지의 대부분은 아우구스투스가 이미 소유한 곳들이었다. 그렇지만 초창기 설계도는 그가 가진 토지보다 많은 면적을 요구했고 추가적인 토지를 구입하거나 무단으로 사용해야만 했을 것이다. 이 대신에, 설계도는 약간 바뀌었고, 따라서 일부 비대칭적인 부분들이 보이며, 동쪽 모서리 부분에서 이런 점이 두드러진다. 수에토니우스는 아우구스투스가 인근 소유자들한테서 강제로 주택을 취하고 싶지 않아 했다고 하였다. 다수의 건축적 불상사들과 더불어 이 토지 문제들은 건축 기간을 늘렸다. 미완성 상태로 있던 포룸과 신전은 건설이 시작된 지 40년이 지난 기원전 2년에서야 완공되었다. 서기 19년에 티베리우스는 신전의 양쪽에 소 드루수스와 게르마니쿠스가 게르마니아에서 거둔 승리를 기념한 개선문을 추가하였다.
112년에 트라야누스 포룸 개설로, 아우구스투스 포룸에서 발견된 비문의 수는 줄어들었는데, 이 점은 아우구스투스의 포룸 기능 다수가 새로운 시설로 옮겨졌음을 암시하는데 그럼에도 하드리아누스는 일부 수리를 감행했다. 엑세드라의 교육적 문화적 사용은 고대 말에도 기록되었다. 아우구스투스 포룸에 대한 마지막 언급은 395년 시기이다. 고고학 정보는 6세기 초에 이 건축물이 체계적으로 허물어졌음을 나타내는데, 아마 지진이나 전쟁 기간에 심각한 피해를 입었기 때문일 것이다. 아우구스투스 포룸은 사라진 로마의 거대 공공 시설물 중에 초창기의 것이었고 이런 점은 본래 이름에 대한 기억을 빠르게 잊게 하는 점을 설명하기도 한다. 9세기에 바실리우스 수도원이 폐허가 된 마르 울토르 신전의 포디엄 위에 건설되었다. 10세기경에, 아우구스투스 포룸은 잔해들과 풀들로 가득하게 되어서 그 지역 사람들은 '호르투스 미라빌리스'(Hortus mirabilis, 빼어난 정원)라는 이름을 붙였다.

## 사용

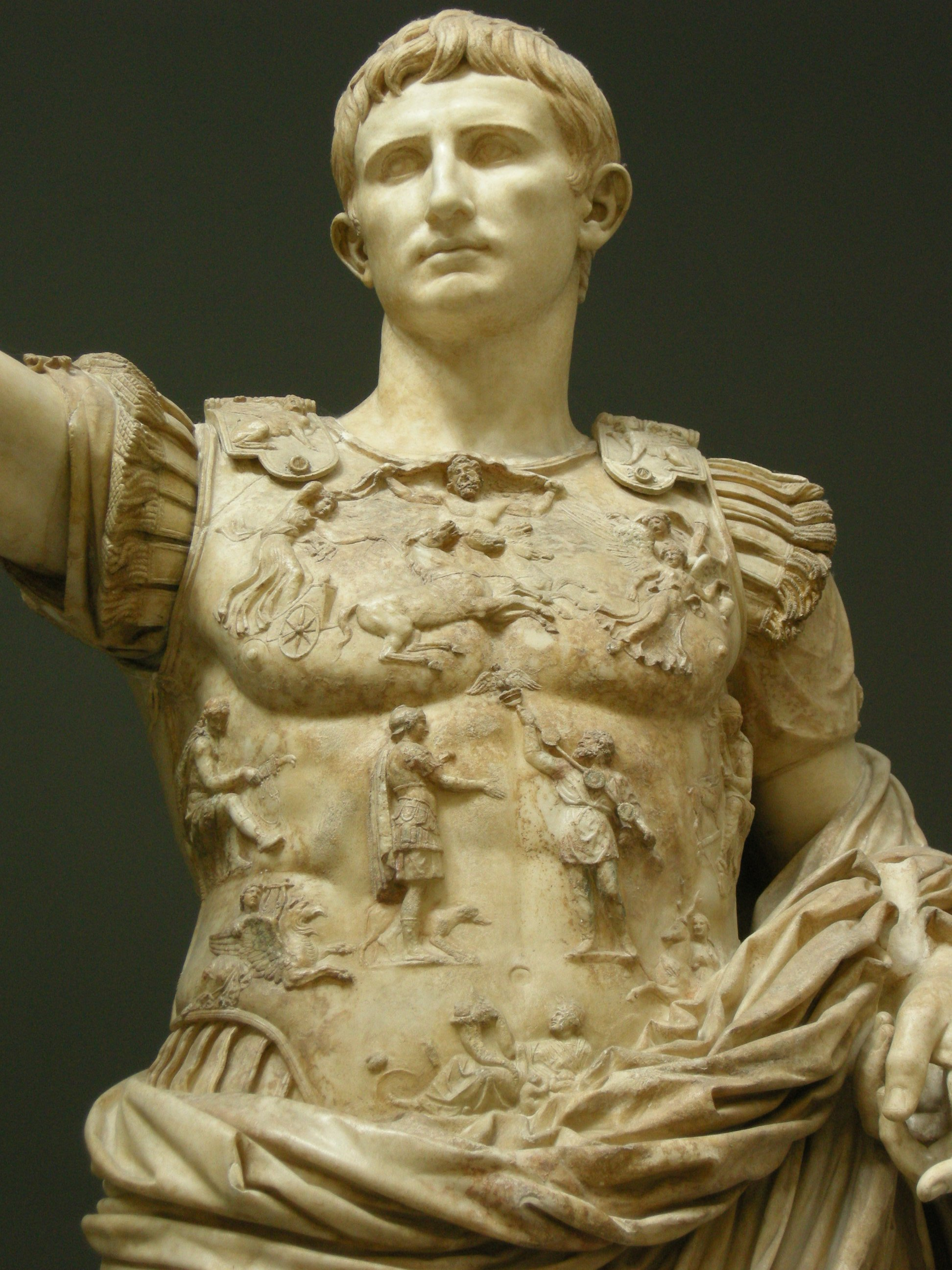
프리마 포르타의 아우구스투스 상의 흉갑 부조 중심부는 파르티아인들에게 잃은 아퀼라 (로마의 독수리 상징물)의 회수를 나타낸다.

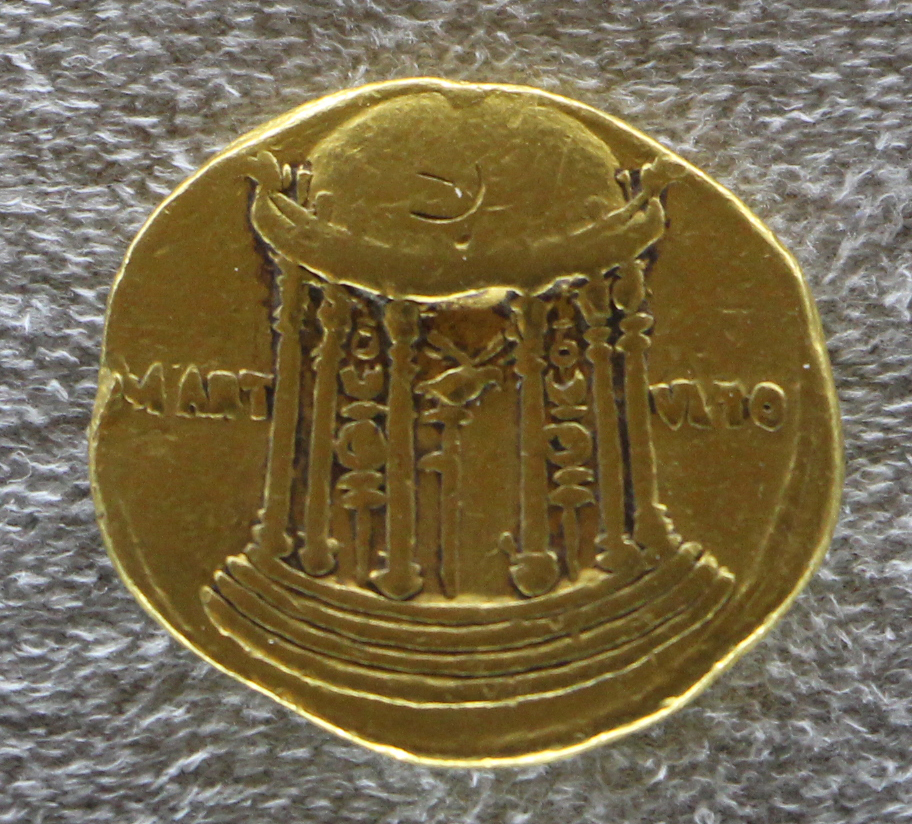
보복자 마르스 신전에 있는 아퀼라 (로마의 독수리 상징물)을 나타내는 로마 주화.

아우구스투스 포룸은 마르스를 위한 신전을 수용하고 당시에 포로 로마노가 아주 붐볐기에 또 다른 공간을 제공하기 위해 지어졌다. 전투가 벌어지기 전, 장군들은 전투 개전 의식에 참석한 뒤 마르스 신전에서 출발하였다. 그 외의 의식들이 마르스 신전에서 이뤄졌으며 젊은 사내들의 토가 비릴리스 착용 의식 등이 있었다. 원로원은 전쟁을 전쟁을 논할 때 신전에서 만났고 승리를 거둔 장군들은 승리에서 거둔 전리품을 제단에 두고 마르스에 바쳤다. 전쟁에서 얻은 무기류와 보물 등은 뿐만 아니라 포룸에서도 종종 보관했었다. 아우구스투스가 신전에 사용한 또 다른 용도는 프리마 포르타의 아우구스투스 상에 묘사되었듯이 크라수스가 작전 중에 파르티아인들에게 빼앗겼다가 아우구스투스의 외교 활동으로 기원전 20년에 회수한 군단기를 보관하는 것이었다. 서기 9년 토이토부르크 숲 전투 중에 제17군단, 제18군단, 제19군단이 갖고 있던 아퀼라 세 개를 잃고 말았다. 이 세 개는 모두 회수되었는데, 이 중 하나는 서기 14년에 마르시족에게서, 또 하는 서기 15년에 브룩테리족에게서 반환되었다. 마지막 것은 서기 41년에 카우키족한테서 회수하였으며 이 세 개는 마르스 울토르 신전에 놓였다.

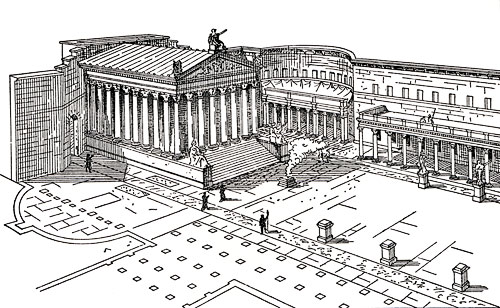
아우구스투스 포룸에 대한 미술가의 해석.

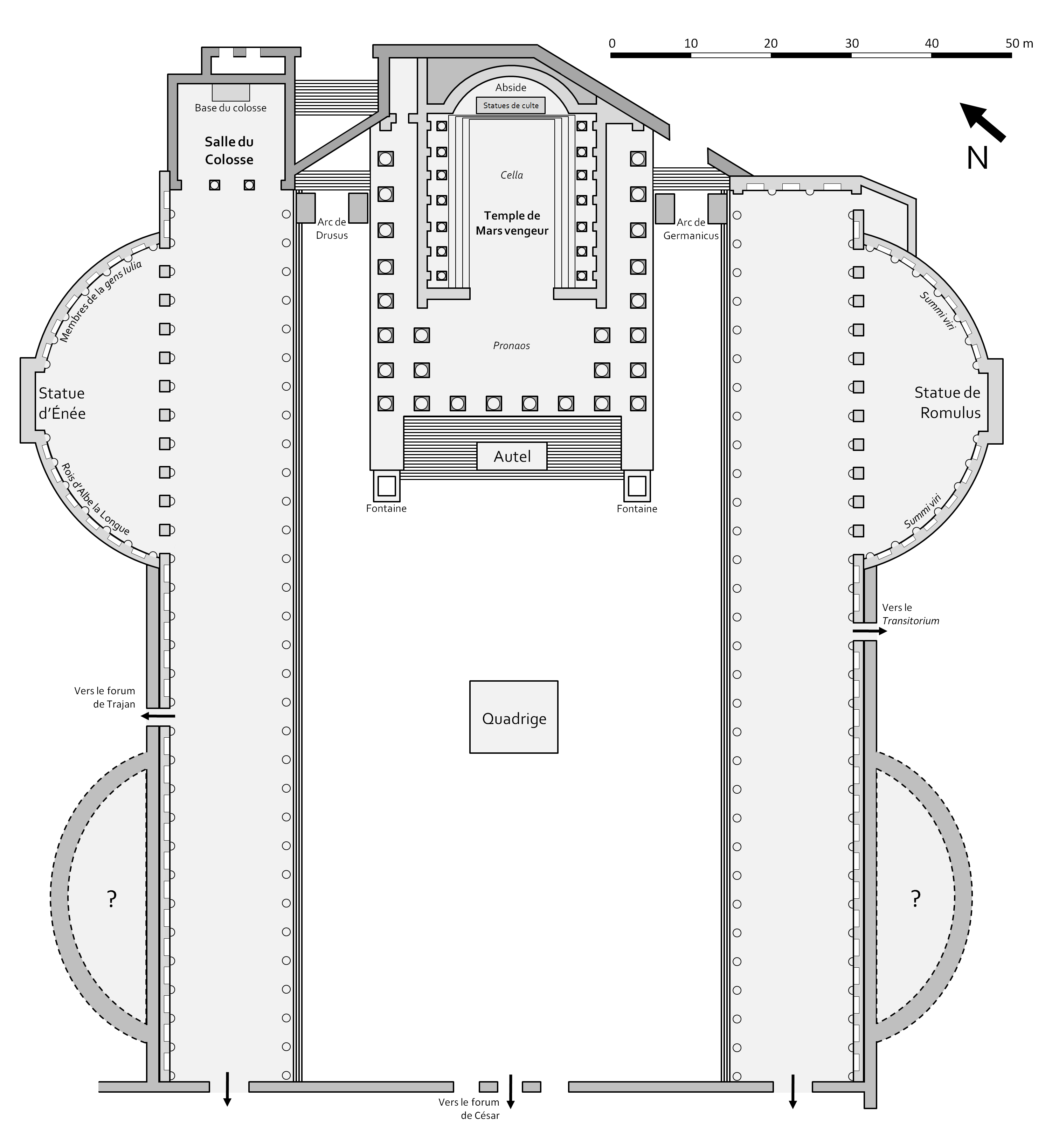
마르스 울토르 신전을 비롯한 아우구스투스 포룸 도면.

## 조각상
아우구스투스 포룸은 풍부하고 다양한 다른 조각상들로 채워졌다. 가장 유명한 것은 포룸 가운데에 놓인 완전 무장 상태의 아우구스투스 상과 신전에 있는 마르스와 베누스 상이다. 모두 합하여, 인물의 업적에 관한 비문이 같이 있는 조각상 108개가 있었으며, 이 조각상들은 아우구스투스가 로마 역사에 있어서 자신의 역할을 어떻게 보았는지에 대한 중요한 생각을 제공했다. 조각상의 비문들은 오늘날 학자들에게 '엘로기아'(elogia)라고 불린다. 청동이나 대리석으로 만들어지고 포룸의 왼쪽 면과 좌측 엑세드라를 따라 배치된 모든 로마의 개선 장군들의 조각상 외에, 포룸 오른쪽 면과 우측 엑세드라에는 율리우스-클라우디우스 가문의 사람들에 관한 조각상들로 가득찼다. 이 조각상들은 아우구스투스의 혈통을 알바 롱가의 14명 왕들을 통해 로마 건국의 선조들인 아이네아스와 로물루스로 거슬러 올라간다. 또한 로마의 혈통과 아우구스투스가 지녔던 명망있는 혈통도 강화하였다. 이 혈통을 광고하면서, 그는 지도자로서 자신의 권력과 권위를 높였다. 또한, 자기 자신을 위대한 인물들과 영웅들 사이에 배치함으로써, 그는 자신과 자신의 중요성을 더 잘 표현했다. 그는 자기 자신을 그가 지녔던 권력에 걸맞은 '위대한 사람' 중 한 명으로 묘사하고 있다.  모든 엘로기아가 이 위인들의 업적을 기록하고 있는 반면에, 아우구스투스의 업적록은 정확하게 대비되는 역할을 한다.
포룸의 조각상들은 아우구스투스한테 공화정을 회복시켰다고 하는 훌륭한 논거를 제공했다. 로마의 위인들이 이 조각상들을 통해서 존경을 받았을 뿐만 아니라, 아우구스투스 역시도 혈통이나 정신을 통해서 위인들과 자신의 혈통을 확고히 하려고 하였다. 이는 그 자신과, 그의 집권기 기간 지속적으로 그가 바라던 로마 역사의 한 시대인 옛 공화정 사이에 또 다른 연관성을 제공하였다.
비문이 남아있는 공화정의 유명한 사람들의 동상은 다음과 같다:
- 아울루스 포스투미우스 알부스 레길렌시스 - 기원전 496년의 집정관으로, 레길루스에서 승리하였다.
- 마니우스 발레리우스 막시무스 - 기원전 494년의 독재관으로, 전해진 바에 의하면 최초의 프린켑스 세나투스라고 한다.
- 아울루스 코르넬리우스 코수스 - 기원전 428년의 집정관으로, 기원전 437년 피데나이 전투에서 에트루리아 왕 라르스 톨룸니우스를 전사시키며 '스폴리아 오피마'를 수여받았다.
- 마르쿠스 푸리우스 카밀루스 -  기원전 396년과 367년 사이에 다섯 차례 독재관을 지냈고, 기원전 390년에 갈리아인들이 일으킨 약탈에서 로마를 지켜냈다.
- 마르쿠스 발레리우스 코르부스 - 기원전 346년과 299년 사이에 여섯 차례 집정관을 지냈고, 개선식을 세 번 치렀다.
- 루키우스 파피리우스 쿠르소르 -  기원전 326년과 313년 사이에 다섯 차례 집정관을 지냈고, 제2차 삼니움 전쟁의 영웅이었다. 그는 리비우스에게 알렉산드로스 대왕과 비교되기도 하였다.
- 아피우스 클라우디우스 카이쿠스 - 기원전 312년의 감찰관으로, 최초의 로마의 수도교 (아쿠아 아피아)와 최초의 로마의 도로 (아피아 가도)를 세웠다.
- 가이우스 파브리키우스 루스키누스 - 기원전 282년과 278년의 집정관으로, 피로스 전쟁 기간 청렴결백으로 유명하다.
- 가이우스 두일리우스 - 기원전 260년의 집정관으로, 밀라이에서 카르타고에 첫 해전 승리를 거뒀다.
- 퀸투스 파비우스 막시무스 베루코수스 - 기원전 233년과 209년 사이에 다섯 차례 집정관에 올랐으며, 제2차 포에니 전쟁 기간 한니발을 상대로 지연 전략을 펼친 것으로 유명하다.
- 마르쿠스 클라우디우스 마르켈루스 - 기원전 222년과 208년 사이에 다섯 차례 집정관에 올랐으며, 기원전 222년에 '스폴리아 오피마'를 수여받았고, 기원전 212년에 시라쿠사를 함락시켰다.
- 스키피오 아프리카누스 - 기원전 205년과 194년에 집정관으로, 기원전 202년 자마에서 한니바를 제압했다.
- 가이우스 코르넬리우스 케테구스 - 기원전 197년의 집정관으로, 케노마니족을 상대로 대승을 거뒀다.
- 마르쿠스 포르키우스 카토 - 기원전 195년의 집정관으로, 보수적인 도덕률, 라틴어로 쓰인 최초의 로마 역사서의 저자로 유명하다.
- 루키우스 코르넬리우스 스키피오 아시아티쿠스 - 기원전 190년의 집정관으로, 마그네시아에서 안티오코스 3세를 제압해냈다]].
- 마르쿠스 아이밀리우스 레피두스 - 기원전 187년과 175년의 집정관으로, 프린켑스 세나투스 여섯 차례, 폰티펙스 막시무스도 거쳤다.
- 루키우스 아이밀리우스 파울루스 마케도니쿠스 - 기원전 182년과 168년에 집정관으로, 피드나에서 페르세우스를 제압해냈다.
- 티베리우스 셈프로니우스 그라쿠스 - 기원전 177년과 163년의 집정관으로, 켈티베리아인과 사르데냐인들을 상대로 대승을 거뒀다.
- 가이우스 클라우디우스 풀케르 - 기원전 177년에 집정관으로, 히스트리족과 리구레스족들을 상대로 대승을 거뒀다.
- 스키피오 아이밀리아누스 - 기원전 147년과 134년에 집정관이었고, 카르타고와 누만티아를 점령해냈다.
- 퀸투스 카이킬리우스 메텔루스 마케도니쿠스 - 기원전 143년의 집정관으로, 안드리스쿠스를 제압해냈다.
- 퀸투스 카이킬리우스 메텔루스 누미디쿠스 - 기원전 109년의 집정관으로, 유구르타를 제압해냈다.
- 가이우스 마리우스 - 기원전 107년과 86년 사이에 7차례 집정관에 올랐고, 킴브리족과 튜턴족을 제압해냈다.
- 술라 - 기원전 88년과 80년의 집정관으로, 유구르타를 사로잡고 미트리다테스를 제압했다.
- 루키우스 리키니우스 루쿨루스 - 기원전 74년의 집정관으로, 미트리다테스와 티그라네스를 제압해냈다.

다른 조각상들로는 엔도이오스가 조각한 상아로 된 상 아테나 알레아가 있으며, 아우구스투스가 그리스의 테게아에 있는 신전에서 가져온 것이다. 아우구스투스의 게니우스라 불린 거대한 조각상이 최근에는 콜로수스 홀이라고 불리는 북쪽 포르티코에 위치했는데 이쪽의 기초 부분으로 추정되는 쪽은 여전히 온전하고 알아볼 수 있다. 아우구스투스의 게니우스 조각상의 파편들은 현재 인접한 황제들의 포룸 박물관에 소장되어 있다.
아우구스투스 포룸은 마름돌 페페리노 튜퍼와 카라라 대리석으로 된 마름돌로 만들어졌다. 또한 포룸에는 누미디아에서 온 '잘로 안티코'(giallo antico)로 만들어진 콜로네이드, '아프리카노'(africano)와 '파보나체토'(pavonazzetto)로 만들어진 두 번째 층의 콜로네이드가 있었다. 이 재료들은 로마 제국의 전역에서 온 것들로, 주변을 두른 벽은 로마 지역에서 나온 것들이다. 다른 색상의 돌이 시각적 장관을 일으키는 가운데, 이것들은 또한 로마 제국이 많은 다양한 민족들로 세워졌고 로마에게서 보호를 받는다는 것을 상징한다.

## 같이 보기
- 카이사르 포룸
- 황제들의 포룸
- 로마 건축

## 참고 자료
- Raaflaub. 《Between the Republic and Empire》.
- Luce, T.J. 《Livy Augustus and the Forum Augustum》. 123–138쪽.
- Galinsky, Karl. 《Augustan Culture》. 197–213쪽.
- Roth, Leland M. (1993). 《Understanding Architecture: Its Elements, History and Meaning》 Fir판. Boulder, CO: Westview Press. 222쪽. ISBN 0-06-430158-3.
- Earl, Donald C. (1968). 《The Age of Augustus》. New York: Crown Publishers. 116쪽.
- 《The Cambridge Ancient History》 New판. London: Cambridge University Press. 1970. 193쪽.
- Platner, Samuel Ball (1929). 《A Topographical Dictionary of Ancient Rome》.
- Magie, David (1967–1968). 《Scriptores Historiae Augustae, with an English Translation by David Magie》. Loeb Classical Library. Cambridge, Massachusetts: Harvard University Press. 235쪽.
- Joseph Geiger, The First Hall of Fame, A Study of the Statues in the Forum Augustum, Leiden/Boston, Brill, 2008.